# Bulbothrix lordhowensis
Bulbothrix lordhowensis är en lavart som beskrevs av Elix. Bulbothrix lordhowensis ingår i släktet Bulbothrix och familjen Parmeliaceae.   Inga underarter finns listade i Catalogue of Life.